# Porto di Venezia
Il porto di Venezia (in sigla VCE) è l'ottavo porto per volume di traffico commerciale in Italia e uno dei più importanti nel mar Mediterraneo per quanto riguarda il settore croceristico.

## Storia

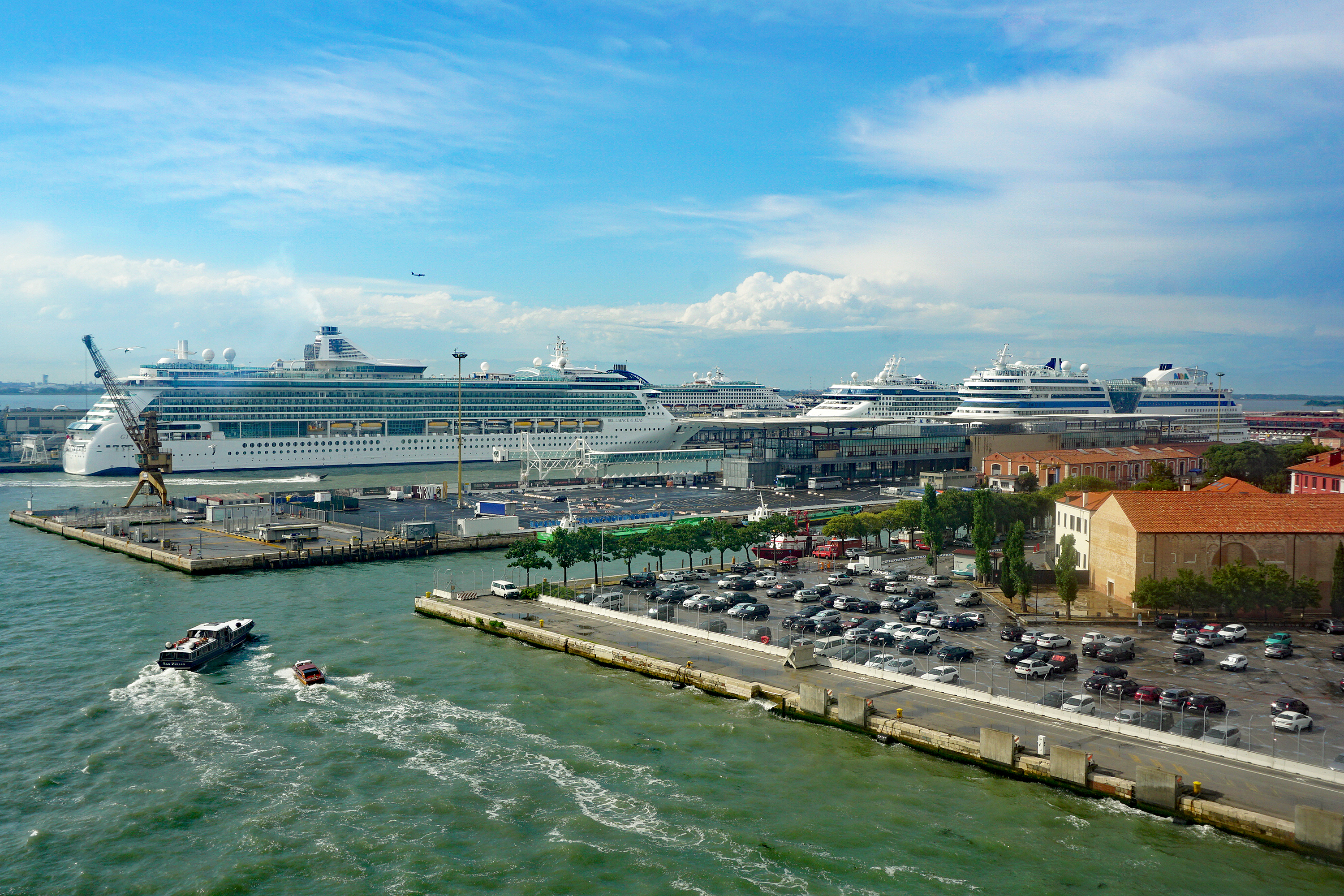
Navi da crociera al porto

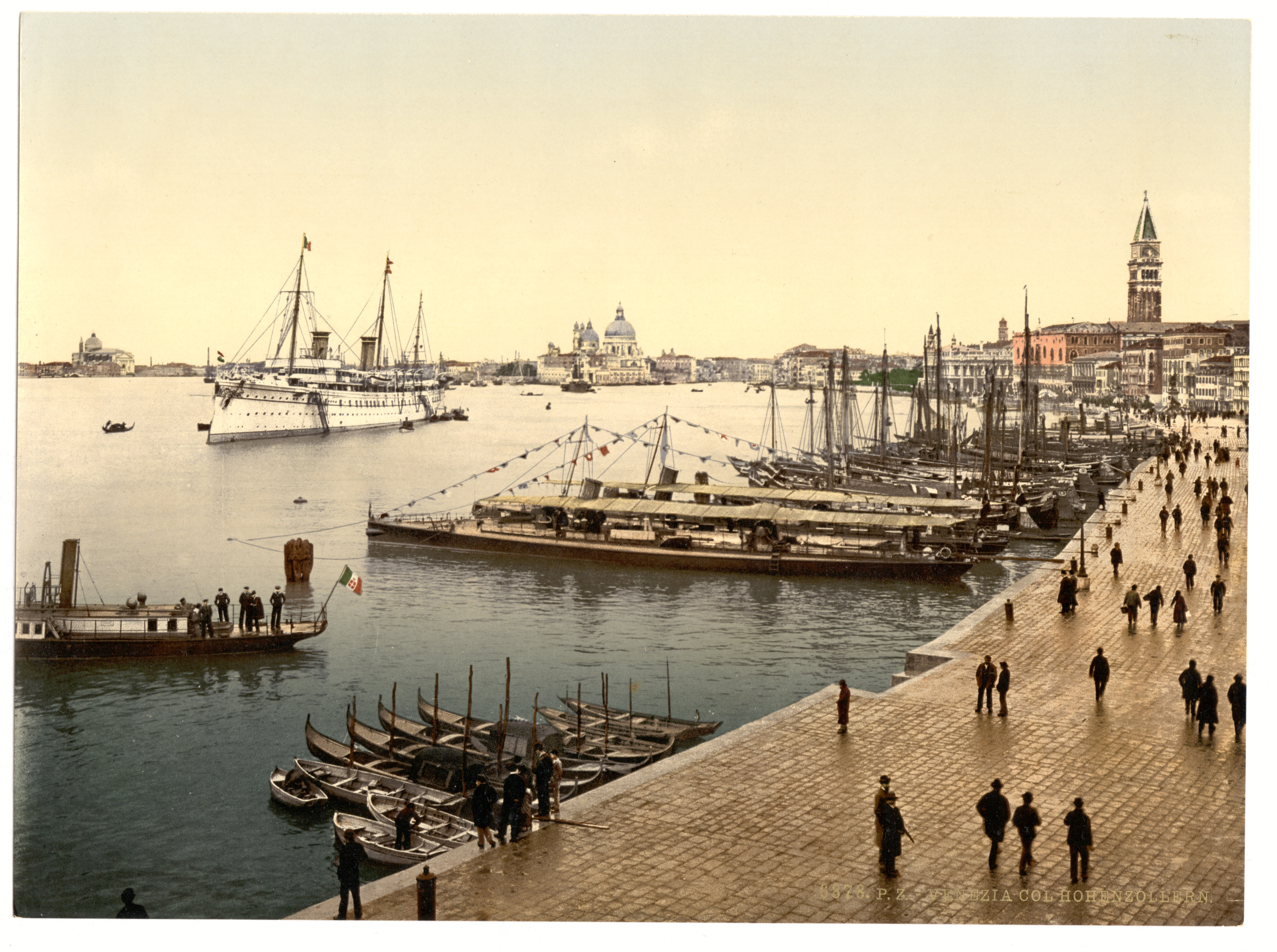
Il porto tra il 1890 e il 1900

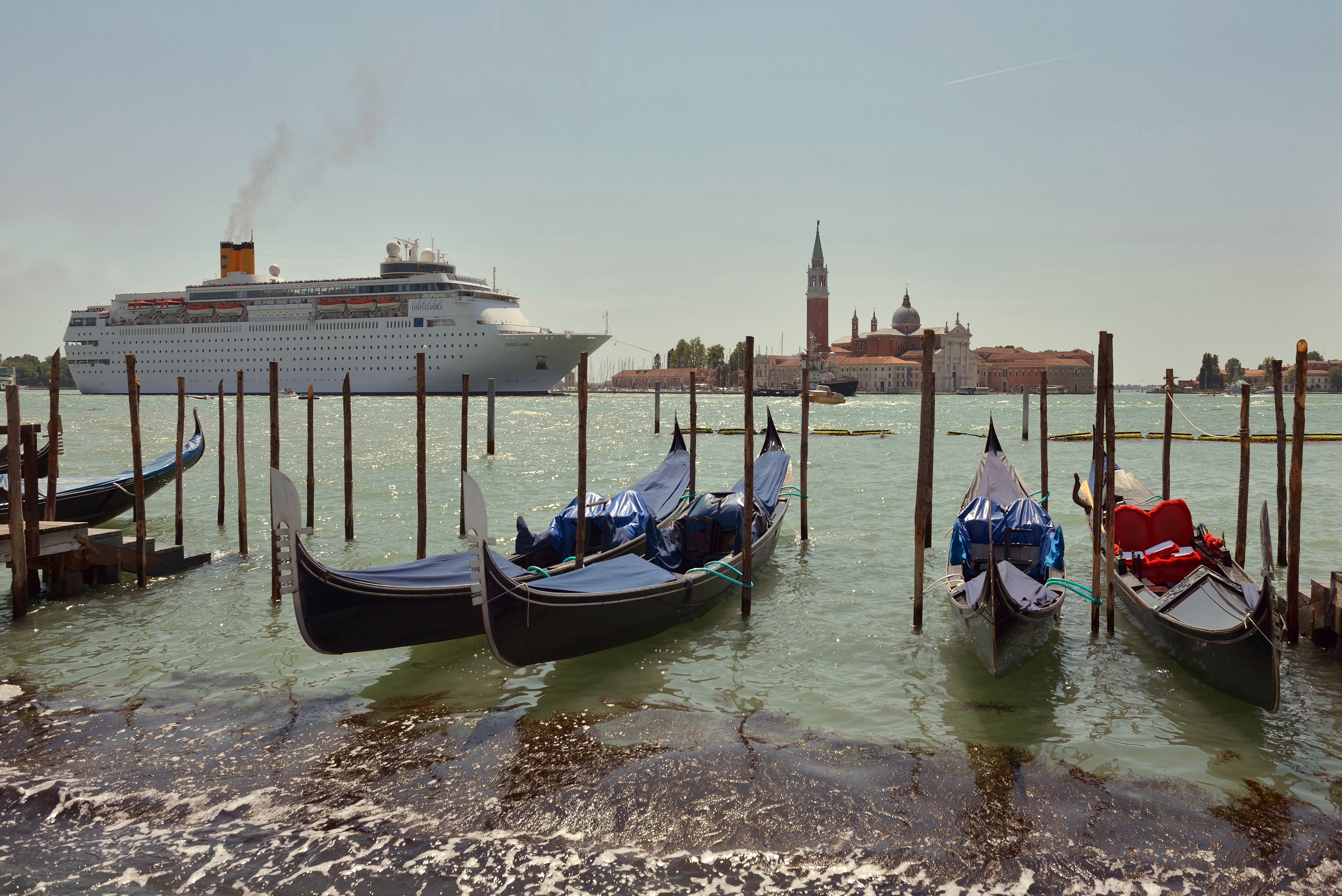
Nave da crociera Costa Classica in entrata nel bacino di San Marco

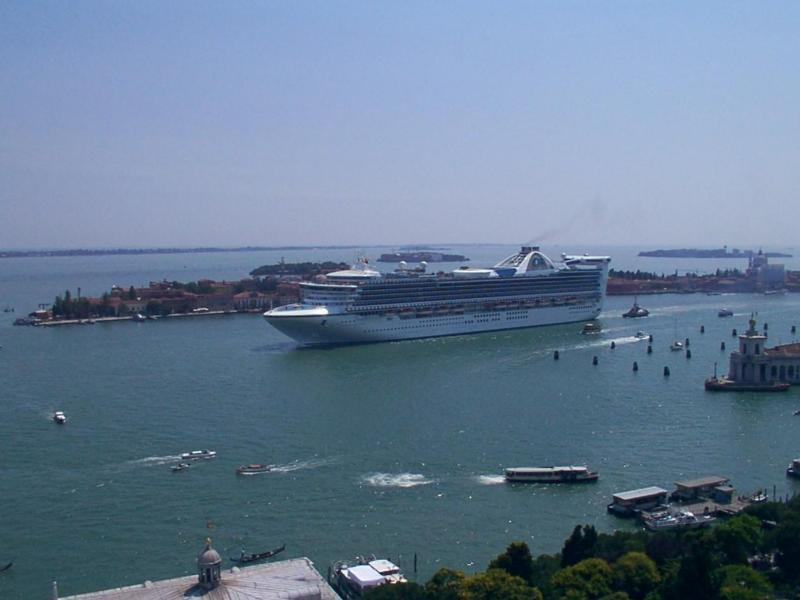
Nave da crociera in uscita dal porto in transito nel bacino San Marco

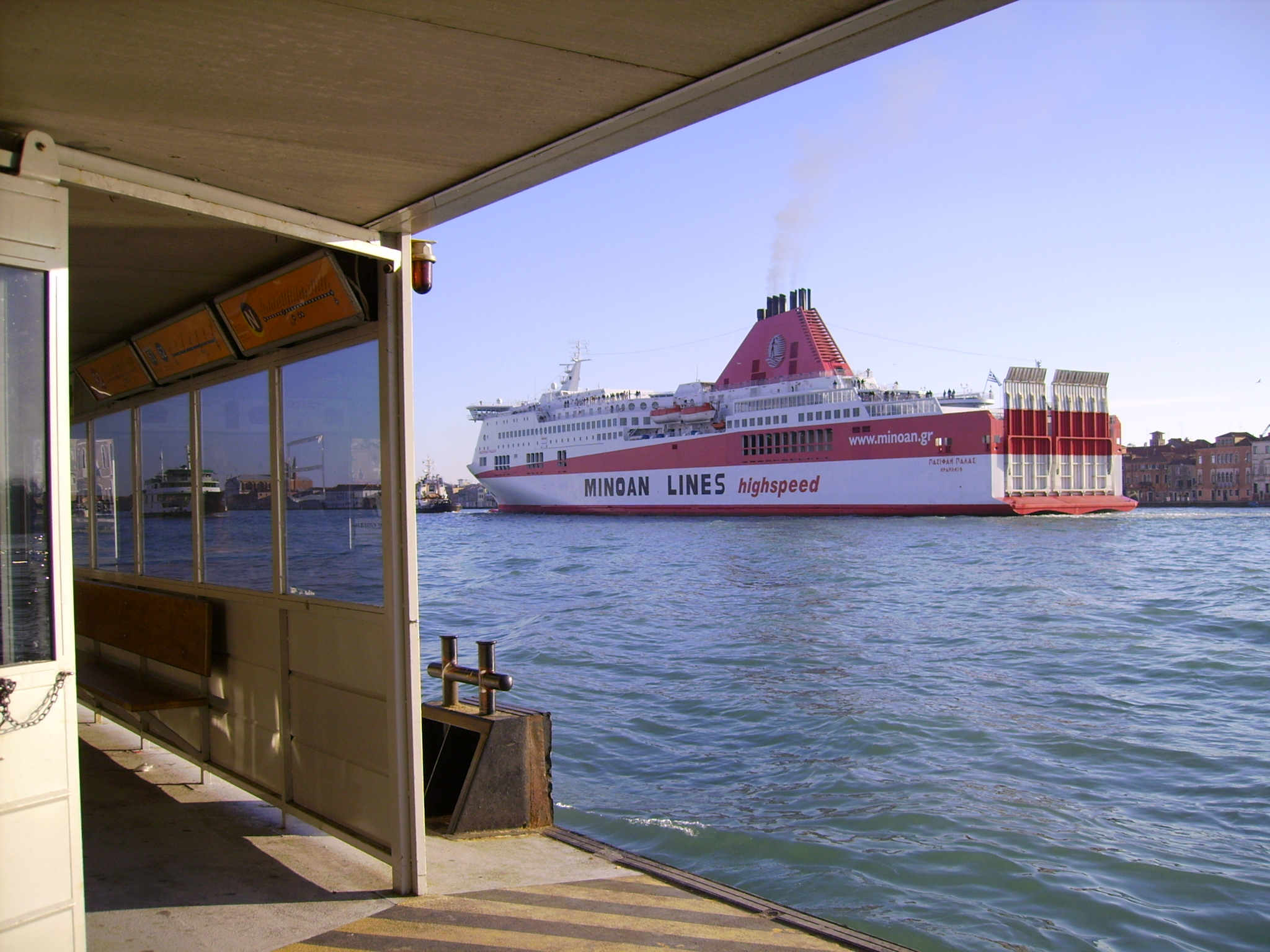
Un traghetto della Minoan Lines Venezia-Grecia sul Canale della Giudecca in direzione San Marco

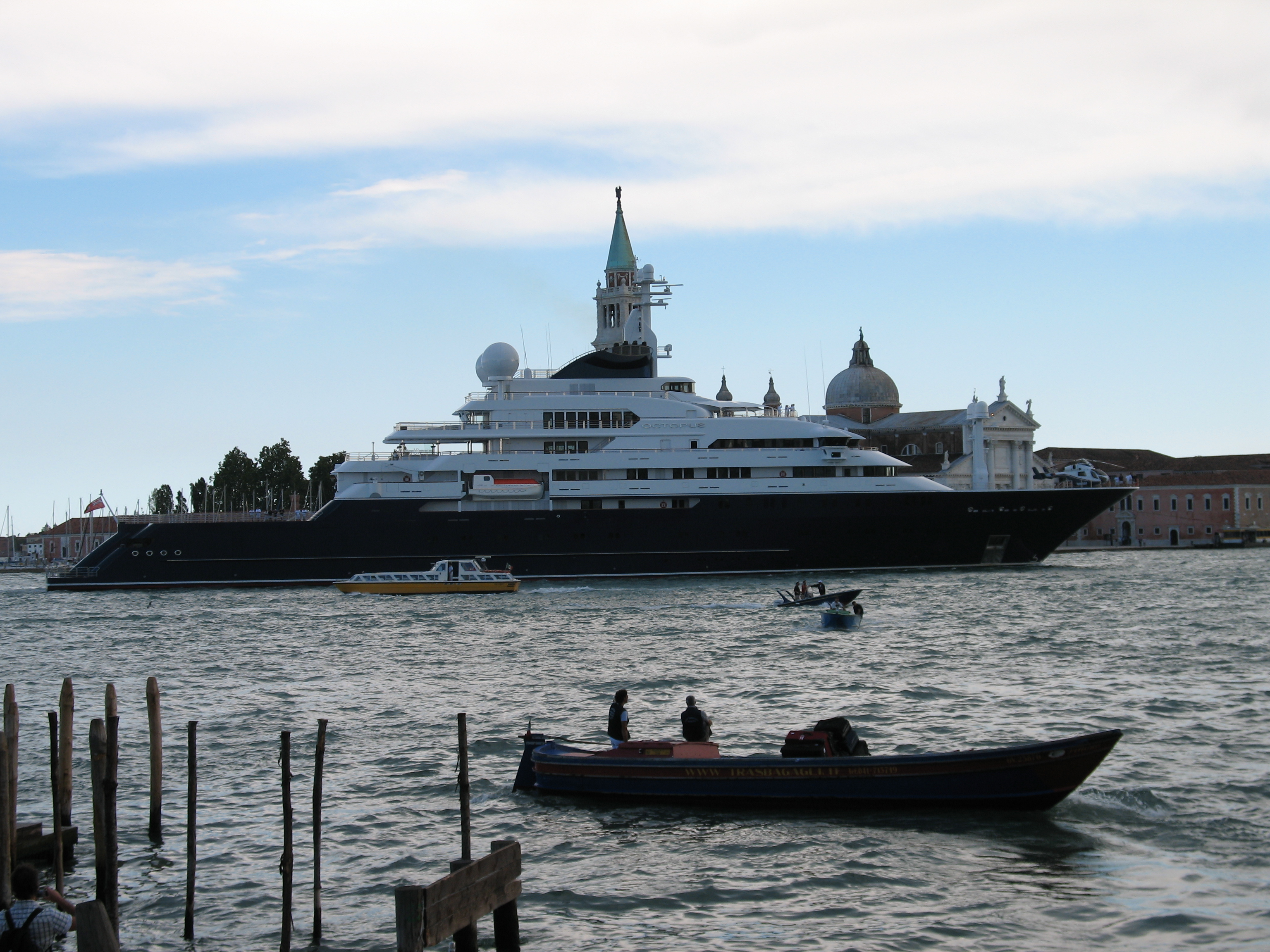
Yacht in ingresso nel porto

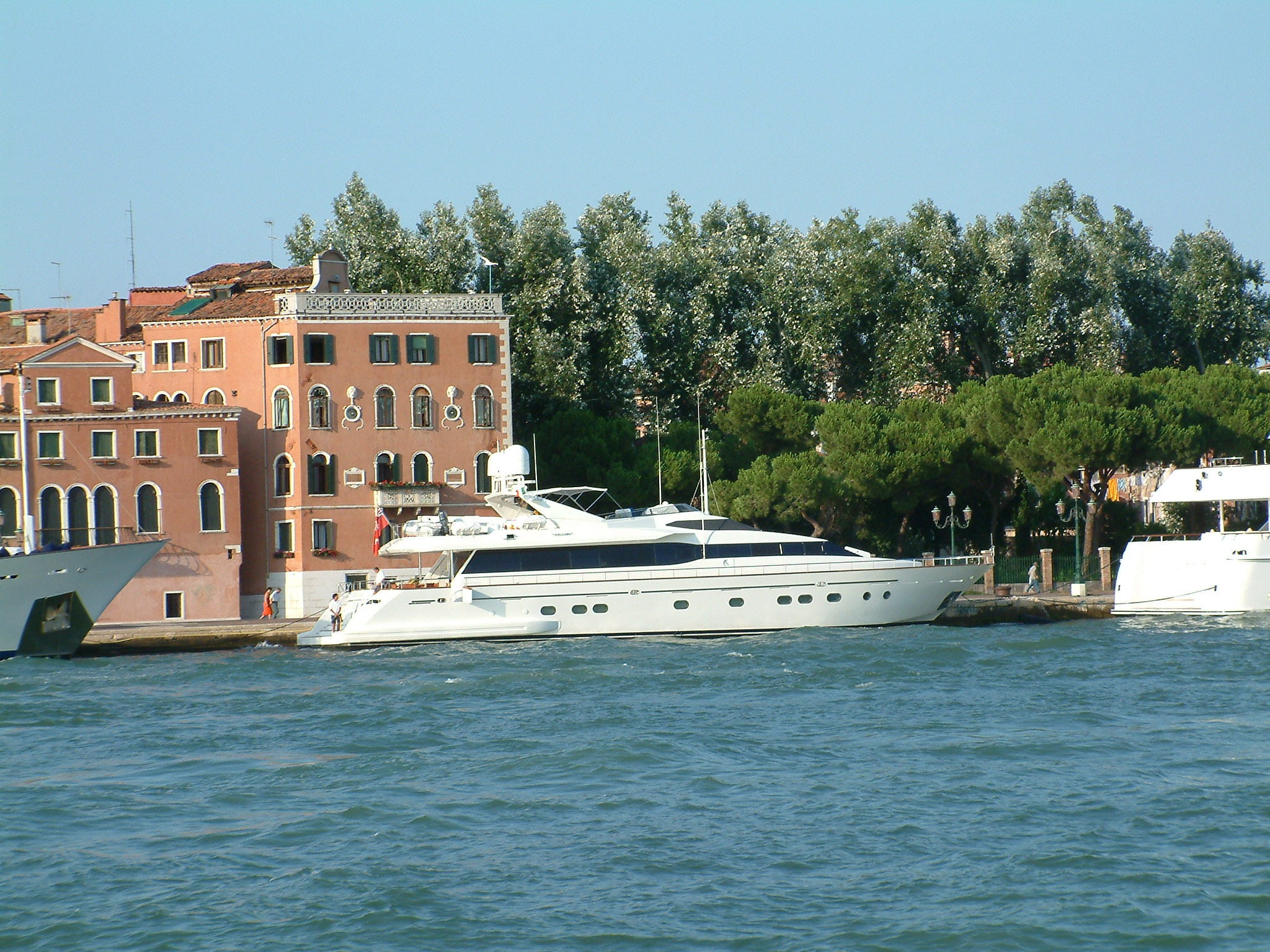
Yacht ormeggiati in banchina

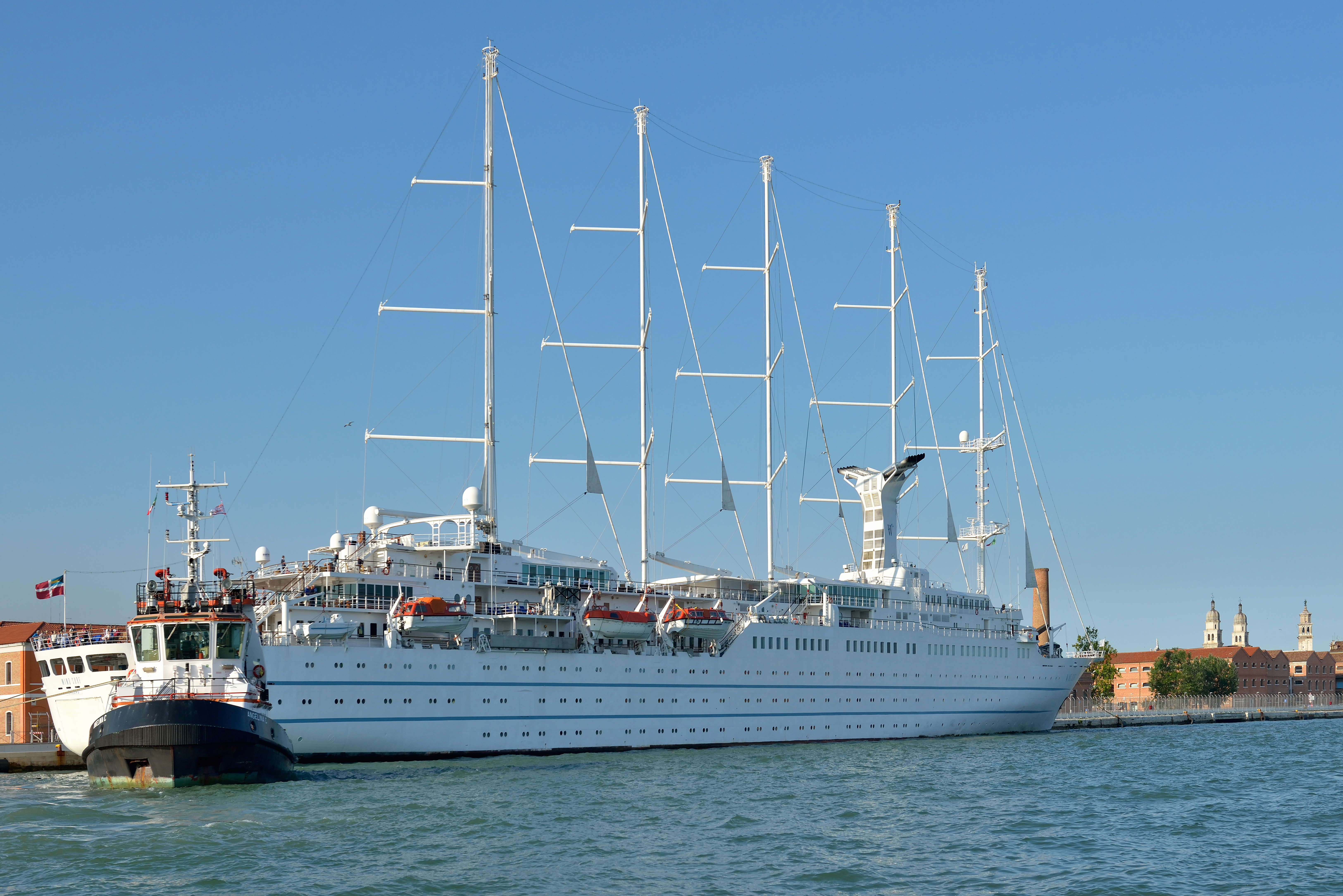
Nave da crociera Wind Surf

Negli anni trenta e quaranta del XIX secolo, l'Austria aveva dedicato notevole attenzione alla città di Venezia. Il 1º febbraio 1830 l'imperatore aveva dichiarato l'intera città porto franco, con l'intento di incrementare la sua vocazione commerciale (il regime di franchigia venne abolito nel 1874, quando ormai era divenuto privo di ogni portata concreta); la bocca del Lido, soggetta a un progressivo interramento dovuto al gioco delle correnti, era stata gradualmente abbandonata già dalla stessa Serenissima a partire dal 1725. Tutte le navi confluivano sull'ingresso di Malamocco, la cui navigabilità era stata migliorata mediante lo scavo di una rete di canali che garantivano la percorrenza delle navi fino all'interno della città. Per difendere il canale dai depositi sabbiosi, tra il 1838 e il 1857 gli austriaci avevano ordinato la costruzione di due dighe, rispettivamente a nord e a sud dello sbocco in mare aperto.
Con la perdita della Lombardia tuttavia, l'impero cominciò a privilegiare Trieste, il suo "porto naturale" sull'Adriatico, abbandonando progressivamente Venezia al proprio destino. In soli sei anni, dal 1859 al 1865, il traffico portuale di Venezia crollò da 4581 navi (con 436 000 tonnellate di stazza) a 3788 navi (con 292 000 tonnellate). Con l'annessione di Venezia al Regno d'Italia, il declino del porto di Venezia rischiava di proseguire giacché il governo italiano, invece di contrapporsi direttamente alla concorrenza austriaca sull'Adriatico, preferì incentivare lo sviluppo dei porti sul Tirreno, primo fra tutti quello di Genova, fornitore di tutto l'entroterra padano.
Uno dei problemi che rendeva difficile la gestione del porto di Venezia era la lontananza dalla stazione ferroviaria, costruita tra il 1860 e il 1865 e ubicata in un punto in cui il basso fondale delle banchine non permetteva l'accesso alle navi, che continuavano ad attraccare nel Bacino di San Marco, sede tradizionale del porto di Venezia. Il trasbordo delle merci avveniva pertanto mediante chiatte, un passaggio intermedio che comportava un dispendio di tempo e un aumento di costi.
Si rese perciò necessario individuare una nuova sede per la struttura portuale veneziana, che, dopo una lunga serie di discussioni e dibattiti, venne ubicata all'estrema imboccatura occidentale del canale della Giudecca, dove facilmente si sarebbe potuto realizzare un collegamento ferroviario tra le banchine e la stazione. Nel 1869 vennero così avviati i lavori per la realizzazione della Nuova Stazione Marittima, che terminarono con l'inaugurazione avvenuta il 1º marzo 1880. Successivamente, per abbreviare i tempi di percorrenza, si decise di riaprire la bocca del Lido e nel 1882 fu dato avvio ai lavori di scavo del fondale (ormai ridotto in alcuni punti a soli 75 cm) e alla costruzione di due dighe, analogamente a quanto era stato fatto per la bocca di Malamocco.
La Stazione Marittima venne collegata alla ferrovia mediante due ponti in ferro, mentre ulteriori lavori vennero eseguiti tra il 1908 e il 1909 per il consolidamento dell'accesso alla bocca del Lido. La bocca di Malamocco venne così definitivamente abbandonata (1910) e nel 1911 venne aperta la terza bocca di porto, quella di Chioggia, destinata soprattutto al commercio del materiale ittico. Grazie a questa serie di interventi, Venezia divenne il secondo porto d'Italia per movimento merci anche se, fino allo scoppio della prima guerra mondiale, il primato sull'Adriatico continuò ad essere detenuto da Trieste.
Negli anni della Grande guerra nasce e si sviluppa il progetto di Marghera, località della terraferma veneziana che venne destinata all'insediamento di industrie pesanti. La nascita della zona industriale e dell'annesso quartiere urbano nella zona allora denominata dei Bottenighi si deve quasi esclusivamente all'iniziativa di Giuseppe Volpi, che già nei primi anni del novecento aveva cominciato a vendere aree di terreno a industrie chimiche che si erano insediate nella zona. Alla fine della guerra apparve chiara l'esigenza di affiancare al porto commerciale e alla stazione passeggeri una terza struttura che potesse servire da porto industriale. Il conte Volpi, dopo aver fondato appositamente un Sindacato di studi per imprese elettrometalliche, presentò allora al Ministero dei lavori pubblici un progetto «per il porto industriale di Venezia», i cui lavori, iniziati ancora nel 1917 e bloccati dopo la disfatta di Caporetto, ripresero nel 1919. Il 17 maggio 1922 fu inaugurato il Canale Vittorio Emanuele, che collegava la Stazione Marittima a Marghera, e nel 1925 si aprì ufficialmente il traffico. Nel giro di pochi anni, tra il 1920 e il 1928, si erano insediati a Marghera ben 51 stabilimenti attivi nel settore metallurgico, chimico, meccanico, cantieristico, petrolifero, elettrico. Negli stessi anni fu ampliato il territorio comunale di Venezia, con l'annessione di Marghera (1917), Pellestrina (1923), Murano e Burano (1924), Mestre, Favaro Veneto, Chirignago, Zelarino e Malcontenta (1926), per cui il comune di Venezia venne progressivamente ad assumere la configurazione attuale.
Il nuovo scalo contribuì alla crescita del porto di Venezia, che nel 1928 raggiunse di nuovo il secondo posto tra i porti italiani, tornando al livello competitivo dell'anteguerra (1912) con un movimento di merci di 2 800 000 tonnellate. Il molo A, tuttavia, il primo ad essere progettato, fu iniziato solo nel 1934 e completato definitivamente nel 1963.

## Descrizione

### Configurazione
L'accesso è garantito attraverso le tre bocche di porto di:
- Lido-San Nicolò per l'accesso alla stazione marittima nel centro storico
- Malamocco-Alberoni per l'accesso a Porto Marghera
- Pellestrina-Chioggia solo per piccole imbarcazioni, o per l'accesso al porto di Chioggia

I moli e le banchine sono dislocati su un'ampia porzione di territorio e ripartiti per funzione:
- sulla terraferma, a Porto Marghera (45°27′00″N 12°16′30″E, GeoHack (45.45; 12.275)), si concentra il traffico commerciale, specialmente con  navi portacontainer e petroliere che alimentano l'interporto e la zona industriale. Da luglio 2010 possono accedervi navi da 290 metri, contro i 220 di prima, grazie a lavori di scavo e ampliamento effettuati sul canale dei Petroli che collega Porto Marghera alla bocca di porto di Malamocco.
- nel centro storico, fino al 01/08/2021 alla Stazione Marittima (45°26′03″N 12°18′30″E, GeoHack (45.434167; 12.308333)), era consentito l'attracco  alle grandi navi da crociera. Sono presenti 3 approdi per navi traghetto e 5 approdi per navi da crociera. Possono approdare navi lunghe non oltre i 315 metri, mentre nella zona di San Basilio sono presenti 3 ormeggi per navi da crociera di circa 200 metri.
- sempre in centro storico, lungo la riva dei Sette Martiri (45°25′50″N 12°21′10″E, GeoHack (45.430556; 12.352778)) trovano ormeggio invece i grandi yacht privati e occasionalmente navi da crociera e unità militari di fronte all'arsenale.

Il porto è fortemente interconnesso con l'area industriale di Marghera; nel suo bacino sorgono numerosi cantieri navali di costruzione e riparazione, presenti a Marghera, Venezia e Pellestrina. Oltre al porto commerciale, molte industrie sono dotate di attracchi privati. Il porto è anche sede di attività della Marina Militare Italiana con la presenza dell'ex-Arsenale Militare Marittimo, ora sede dell'Istituto di Studi Militari Marittimi () e del Museo Storico Navale (), e della Scuola navale militare Francesco Morosini ().
Vi si accede attraverso le due "bocche di porto" del Lido e di Malamocco: la prima collegata direttamente alla città storica, la seconda collegata con l'artificiale canale dei Petroli direttamente all'area industriale.
I fondali, di sabbia e fango, si aggirano sui 16 metri nel canale dei Petroli, per poi abbassarsi sui 12 metri nel Canale congiungente Malamocco-Marghera. Nei canali industriali di Marghera esistono poi diverse limitazioni comunque non superiori a 10 metri e non inferiori ai 8,50 metri.
Le imboccature sono attualmente in fase di massiccia riconfigurazione nell'ambito del progetto MOSE, con la creazione di nuove dighe per ridurre gli effetti dello scirocco e di porti rifugio e bacini tali da consentire il traffico anche nei momenti in cui saranno in funzione le paratie mobili contro l'acqua alta.
Dopo una trattativa durata due anni, a Dicembre 2017 una vasta area dell'interporto è stata acquisita dalla holding facente riferimento all'imprenditore ligure-nigeriano Gabriele Volpi: per un controvalore di 68 mln di euro passano di proprietà gli immobili e diritti attivi della precedente società, in concordato.

### Volumi di traffico
Per il settore dei container è stata stimata una crescita da 379.072 Teu del 2008 ai 605.875 Teu del 2016, mentre l'Agribusiness nel periodo 2008/2016 è aumentato da 1,9 a 2,3 milioni di tonnellate.
Il traffico petrolifero è diminuito da 10,8 mln tonnellate nel 2008 a 7,5 tonnellate nel 2016, dopo aver registrato un segno positivo nel 2014, dovuto all'esaurimento degli stock di greggio e al contributo sostitutivo della produzione di bio-carburanti a Porto Marghera. Il settore Ro-Ro, dimezzato dalla deflagrazione politica e economica del Mediterraneo orientale, è tornato ad una rapida ripresa a partire dal 2014, quando il Porto di Venezia ha attivato un terminal dedicato (attirando nuove linee e nuovi servizi).
A giugno 2018, la Commissione Europea ha ribadito la valutazione del porto di Venezia nell'ambito del progetto di Reti Trans-europee di Trasporto, già espressa nel 2013 per il corridoio Baltico-Adriatico, rafforzandola con la definizione di nodo e scalo della rete prioritaria (core), sia di tipo marittimo che fluviale. Il Porto di Chioggia è stato aggiunto come scalo marittimo e fluviale della rete secondaria (comprehensive).

### Inquinamento
Le attività navali del porto di Venezia sono responsabili di una enorme mole di inquinamento. L'Arpav nel 2005 ha stimato che il traffico navale ha scaricato nell'aria veneziana 3496 tonnellate di ossidi di azoto, 3325 tonnellate di ossidi di zolfo, 486,23 tonnellate di polveri sottili (PM10).
(fonte: Arpav - Agenzia Regionale per la Prevenzione e Protezione Ambientale del Veneto, «Le emissioni da attività portuale», febbraio 2007)

### Destinazioni
Le destinazioni dei traghetti passeggeri sono:
- Umago tramite Venezia Lines
- Parenzo tramite Venezia Lines
- Pola tramite Venezia Lines
- Rovigno tramite Venezia Lines
- Igoumenitsa tramite Anek Lines e Superfast Ferries
- Patrasso tramite Anek Lines e Superfast Ferries
- Pirano tramite Venezia Lines